# 가나군
가나군(영어: Ghana Armed Forces, GAF)은 육군, 해군, 공군으로 구성된 가나의 통합 군대이다.
가나군의 총사령관은 가나의 대통령이며, 국경수비대의 최고 군사 사령관이기도 하다. 그 군대는 국방부 장관과 국방 참모총장에 의해 관리되었다.

## 역사
1879년 영국령 골드코스트에서 내부 보안 및 경찰 임무를 수행하기 위해 나이지리아 남부 하우사 지구대 직원들에 의해 골드코스트 지구대가 설립되었다. 이로 가장하여 연대는 아샨티 캠페인의 일환으로 첫 전투 명예를 얻었다.
골드코스트 경찰대는 1901년 영국 정부 식민지 사무소의 지시에 따라 서아프리카 변경군의 창설에 따라 골드코스트 연대로 이름이 바뀌었다. 이 연대는 제1차 세계 대전 동안 복무하기 위해 총 5개 대대를 모았는데, 이들 모두 동아프리카 전역에서 복무했다. 제2차 세계 대전 동안 이 연대는 9개 대대를 모았고, 제2 (서아프리카) 보병여단의 일부로 케냐의 북부 변경지구, 이탈리아령 소말리아, 아비시니아 및 버마에서 활동했다. 극동에서 돌아오는 골드코스트 군인들은 출발할 때와 다른 관점을 가지고 있었다.

### 내부 작업
가나군은 1957년에 결성되었다. 스티븐 오투 소장은 1961년 9월에 국방참모총장으로 임명되었다. 1966년부터 국군은 여러 차례 쿠데타를 일으키며 정치에 광범위하게 관여하였다. 1957년 가나가 독립하였을 때 콰메 은크루마는 가나의 첫 번째 총리가 되었다. 은크루마의 통치가 지속되면서 그는 대통령 자신의 근위 연대 (POGR)의 창설과 확장을 포함하여 군대의 지도부를 불안하게 하는 행동을 취하기 시작하였다.
그 결과 1966년 2월 24일 쿠마시 제2여단장 이매뉴얼 콰시 코토카 대령을 필두로 아크와시 아프리파 소령 (육군훈련과 작전을 담당하는 참모), 조지프 아서 안크라 중장 (은퇴), 존 윌리 코피 할리 (경감) 등 소수의 육군 인력과 고위 경찰 간부들이 은크루마 정권에 맞서 1966년 가나 쿠데타인 "콜드찹 작전"을 성공적으로 개시했다. 이 단체는 1966년부터 1969년까지 가나를 통치하는 민족해방위원회를 구성했다.

## 사관생도 및 학교
가나군은 육군, 해군, 공군에 입대하기 전에 GAF 육군사관학교를 졸업하고 군사 교육 훈련 및 신병 훈련을 받는 GAF 생도들을 위한 생도 군단을 운영하고 있다.
훈련 기관에는 가나군이 후원하는 사관생도단이 포함된다. 또한 아크라에는 국제적으로 자금이 지원되는 코피 아난 국제 평화유지 훈련 센터가 위치하고 있는데, 이 센터는 국군의 일부는 아니지만 GAF 요원들을 포함하여 광범위한 평화 작전 훈련을 제공한다.

### 가나군 사령부 및 참모 대학
가나군 사령부 및 참모 대학(GAFCSC)은 1963년으로 거슬러 올라간다. 그것은 가나군 장교들과 아프리카 출신의 부속 장교들을 위한 지휘 및 참모 임무에 초점을 맞춘 훈련을 제공하기 위함이었다. 역사를 통틀어, 그것은 이웃한 아프리카 국가들의 개인들을 유치하고 교육해왔다. 그것은 군사 및 국방 과정에 초점을 맞추고 있으며, 결국 합격 참모 대학(PSC) 인증서의 발급으로 끝을 맺었다.
프로그램의 범위는 세계 환경의 요구에 의해 확장되었다. 가나군은 1960년부터 평화 유지 활동에 참여해 왔다. 이것은 GAFCSC에 의해 제공되는 과정의 범위를 넓히는 것을 의미했다. 결과적으로, 그 대학은 다양한 평화 유지 및 다른 과정들을 제공하기 위해 가나 대학교 및 GIMPA와 파트너십을 구축하는 것을 목표로 했다. 기관 인증의 획득으로, 그 대학은 가나 대학교 및 GIMPA와의 협력적인 협력 관계를 유지하면서, 이제 그 대학만의 과정들을 수행할 준비가 되었다.